# Jakub Zieliński
Jakub Zieliński herbu Świnka (ur. 1648, zm. 18 kwietnia 1716) – chorąży dobrzyński w latach 1693–1715, pułkownik wojsk koronnych, sędzia skarbowy ziemi przemyskiej w 1699 roku, poseł na sejmy.
Syn kasztelana sierpeckiego Ludwika i Heleny Ludwiki z Zawadzkich herbu Rogala (1626–1648). Żonaty z Izabelą Narzymską herbu Dołęga podkomorzanką płocką (zm. 1715), miał synów: Antoniego i Józefa oraz córkę Barbarę.
Studiował na Uniwersytecie w Ingolstadt w 1664 roku.
W 1697 roku był elektorem Augusta II Mocnego z ziemi dobrzyńskiej.
Wskutek podziałów rodzinnych w 1690 r. otrzymał Kowalewo, Głużek i Dąbrowę na Mazowszu, a w 1710 roku także Czernice, Łanięta, Węgra, Zembrzuzę, Olszewkę i Osówkę. 